# نيل إتش. موريتز
نيل إتش. موريتز (بالإنجليزية: Neal H. Moritz)‏ (مواليد 6 يونيو 1959) هو منتج سينمائي أمريكي ومدير تنفيذي في شركة سوني بيكتشرز. وهو مؤسس شركة الإنتاج «أوريجينال فيلم»، وأكثر ما يُعرف بفضله هو أفلام أعرف ماذا فعلت الصيف الماضي وأنا أسطورة وسلسلة أفلام السرعة والغضب، والبرامج التليفزيونية بريزون بريك وذا بيغ سي. حققت أفلامه إيرادات تتجاوز الـ5 مليار دولار منذ بدء عام 2012.

## بداية حياته وعائلته
ولد نيل إتش. موريتز في لوس أنجلوس، كاليفورنيا، لميلتون موريتز وباربرا (اسم عائلتها قبل الزواج ليفين). كان جده، جوزيف موريتز، يملك دورًا للسينما في بيتسبيرغ وكان من أوائل المستثمرين في شركة أميريكان إنترناشونال بيكتشرز. وُلِد ميلتون موريتز في بيتسبيرغ وانتقل إلى كاليفورنيا بعد إصابته بحمى الروماتزم في سن الثامنة، بناء على اقتراح طبيبه بأن تنتقل العائلة إلى مناخ أفضل. وكان رئيس قسم التسويق في أميريكان إنترناشونال بيكتشرز وأصبح لاحقًا الرئيس التنفيذي ورئيس الرابطة الوطنية لأصحاب المسرح في كاليفورنيا/ نيفادا. ينحدر موريتز من عائلة يهودية.
نشأ موريتز في ويستوود وتخرج من جامعة كاليفورنيا في لوس أنجلوس، حيث شارك في برنامج «فصل دراسي في البحر». عندما عاد، وزّع العديد من حقائب الظهر التي كانت ذات شعبية بين الطلاب الصينيين. تلقّى الكثير من طلبات الحصول على حقائب الظهر حتى بدأ مع صديق له بشركة تستورد المحافظ والحقائب من تايوان. ثم باع الشركة لأحد المستثمرين، وعاد إلى الجامعة. حصل على درجة الماجستير من كلية السينما والتلفزيون بجامعة جنوب كاليفورنيا في عام 1985. وهو عضو في مجلس الخريجين الإنمائي بالجامعة. بحلول أبريل عام 2017، أكمل موريتز 15 عامًا من الزواج ولديه طفلان يبلغان من العمر 17 و14 عامًا.
جوس (عصير) هو أحد أوائل أفلامه ويمثل فيه توباك شاكور. أنتج موريتز أكثر من 70 فيلمًا، من ضمنهم أعرف ماذا فعلت الصيف الماضي، وأسطورة شعبية، ونوايا قاسية، والجماجم، وسلسلة أفلام السرعة والغضب، ونوت أنوذر تين موفي (ليس مجرد فيلم مراهقين آخر)، إكس إكس إكس، سوات، وإيفان الكبير، آي أم ليجند (أنا أسطورة)، ميد أوف أونور (مصنوع من الشرف)، توتال ريكول (استعادة شاملة)، و21 جمب ستريت.
يُنسب مسلسل بريزون بريك أيضًا إلى موريتز، وقد أنتج فيلم كابين باي ذا ليك (كوخ قرب البحيرة)، والفيلم التابع له ريتورن تو ذا كابين باي ذا ليك (العودة إلى الكوخ قرب البحيرة) وذا غلاس هاوس (المنزل الزجاجي). في ديسمبر 2011، أعلن موريتز عن خطط لإنتاج ريبوت (تجديد فيلم) لفيلم ستارشيب تروبرز. وقد قيل إن عملية الريبوت هذه كانت أكثر إخلاصًا لمصدر القصة الأصلي من الأفلام السابقة التي لا تشترك مع الرواية الأصلية إلا بالقليل، وذلك بغض النظر عن البيئة العامة وأسماء الشخصيات. 
في عام 2018، بدأ موريتز وشركة أوريجينال فيلم «باتفاق للنظرة الأولى» مع شركة باراماونت بيكتشرز ابتداءً من 1 يناير 2018، تاركًا شركته الأم سوني بيكتشرز بعد أكثر من عشرين عامًا. ومع ذلك، ما يزال يحتفظ باتفاقه الشامل في شركة «سوني بيكتشرز للتلفزيون». بعد شهر من ذلك، نُقلت حقوق فيلم سونيك القنفذ من سوني إلى باراماونت، مع الحفاظ على وظائف معظم الطاقم الأصليين.

## روابط خارجية
- نيل إتش. موريتز على موقع IMDb (الإنجليزية)
- نيل إتش. موريتز على موقع ألو سيني (الفرنسية)
- نيل إتش. موريتز على موقع ميوزك برينز (الإنجليزية)
- نيل إتش. موريتز على موقع أول موفي (الإنجليزية)
- نيل إتش. موريتز على موقع بوكس أوفيس موجو (الإنجليزية)
- نيل إتش. موريتز على موقع قاعدة بيانات الأفلام السويدية (السويدية)
- نيل إتش. موريتز على موقع ديسكوغز (الإنجليزية)
- نيل إتش. موريتز على موقع قاعدة بيانات الفيلم (الإنجليزية)
- نيل إتش. موريتز على موقع كينوبويسك (الروسية)